# Sarmiento (Argentina)
Sarmiento è una cittadina della provincia del Chubut, in Argentina, nella Patagonia centrale. Ha una popolazione di circa 8 000 abitanti, ed è il capoluogo del dipartimento omonimo.
Sarmiento nacque come colonia di immigranti, provenienti principalmente dal Galles. È situata nel cosiddetto Corridoio Centrale della Patagonia, in una vallata fertile nel mezzo di una regione altrimenti arida, 140 km ad ovest di Comodoro Rivadavia, nella parte meridionale del Chubut.